# パシフィックホールディングス
パシフィックホールディングス株式会社（旧商号：パシフィックマネジメント株式会社）は、かつて存在した日本の不動産会社である。東証2部上場であった。

## 概要
1995年（平成7年）に豊田通商出身の高塚優（奈良県出身、大阪大学卒）により買収、パシフィックマネジメント株式会社に商号変更し営業を開始した。独立系の不動産投資（不動産証券化）ファンド運用会社として、J-REITとしては2004年（平成16年）に日本レジデンシャル投資法人（後にアドバンス・レジデンス投資法人に吸収合併）、2006年（平成18年）に日本コマーシャル投資法人（後にユナイテッド・アーバン投資法人に吸収合併）を上場させていた。
リーマン・ショック等の影響から2009年（平成21年）3月10日に東京地方裁判所へ会社更生手続開始を申請した。

## 沿革
- 1990年（平成2年）3月 - 株式会社ランダムコーポレーションとして設立[1]。
- 1995年（平成7年）4月 - パシフィックマネジメント株式会社に商号変更[1]。
- 2001年（平成13年）12月 - 株式店頭登録[1]。
- 2003年（平成15年）9月 - 東京証券取引所第2部に株式上場[1]。
- 2004年（平成16年）11月 - 東京証券取引所第1部に指定替え[1]。
- 2008年（平成20年）6月 - パシフィックホールディングスに商号変更。持株会社制に移行[1]。
- 2009年（平成21年）
  - 4月1日 - 2008年11月期において債務超過となったため、東京証券取引所第2部に指定替え[11]。
  - 4月11日 - 上場廃止[8][9]。

## 主な物件
- ビッグステップ（大阪市中央区）
- パシフィックマークス西梅田（大阪市北区）